# Войнич (гмина)
Войнич (пол. Wojnicz) — городско-сельская гмина (волость) в Польше, входит как административная единица в Тарнувский повет, Малопольское воеводство. Население — 13 018 человек (на 2004 год).

## Демография
| Перепись                       | Всего   | Всего | Женщины | Женщины | Мужчины | Мужчины |
| ------------------------------ | ------- | ----- | ------- | ------- | ------- | ------- |
| Единицы                        | человек | %     | человек | %       | человек | %       |
| Население                      | 13 018  | 100   | 6541    | 50,2    | 6477    | 49,8    |
| Плотность населения (чел./км²) | 165,7   | 165,7 | 83,3    | 83,3    | 82,5    | 82,5    |

## Сельские округа
1. Бядолины-Радловске
2. Дембина-Лентовска
3. Дембина-Закшовска
4. Грабно
5. Исеп
6. Лопонь
7. Лукановице
8. Милювка
9. Ольшины
10. Рудка
11. Сукмане
12. Велька-Весь
13. Венцковице
14. Закшув

## Соседние гмины
1. Гмина Боженцин
2. Гмина Дембно
3. Гмина Плесьна
4. Гмина Тарнув
5. Гмина Ветшиховице
6. Гмина Закличин